# فرودگاه کانگره‌شنال
فرودگاه کانگره‌شنال (به انگلیسی: Congressional Airport) یک فرودگاه است . این فرودگاه در کشور ایالات متحده آمریکا قرار دارد .